# Itarissa boraceana
Itarissa boraceana är en insektsart som beskrevs av Piza Jr. 1950. Itarissa boraceana ingår i släktet Itarissa och familjen vårtbitare. Inga underarter finns listade i Catalogue of Life.